# الهارب (فلم 2025)
الهارب (بالإنجليزية: The Running Man) هو فيلم أكشن ساخر ذو طابع ديستوبي مرتقب، من تأليف مشترك وإنتاج وإخراج إدغار رايت، ويستند إلى رواية بنفس الاسم صدرت عام 1982 من تأليف ستيفن كينغ (تحت الاسم المستعار ريتشارد باكمان). يُعد الفيلم ثاني اقتباس سينمائي للرواية بعد نسخة عام 1987.
يضم طاقم التمثيل كلاً من: غلين باول وويليام ميسي ولي بيس وإميليا جونز ومايكل سيرا ودانيال إزرا وشون هايز وجيمي لوسون وكولمان دومينغو وجوش برولين.
من المقرر أن يُعرض الفيلم في دور السينما بتاريخ 7 نوفمبر 2025، عبر شركة باراماونت بيكتشرز.

## نبذة
يجد بن ريتشاردز نفسه في برنامج ألعاب يُدعى "الهارب"، يضع المشاركين في تحدٍ مميت، حيث يتم مطاردتهم من قِبل "صيادين" قتلة عبر مواقع مختلفة حول العالم، مقابل فرصة للفوز بجوائز مالية.

## طاقم التمثيل
| الممثل         | الدور                                  |
| -------------- | -------------------------------------- |
| غلين باول      | بن ريتشاردز                            |
| جوش برولين     | دان كيليان، منتج برنامج "الرجل الهارب" |
| كولمان دومينغو | بوبي تومسون، مقدم البرنامج             |
| لي بيس         | إيفان ماكون، أحد الصيادين              |
| جايما لوسون    | شيلا ريتشاردز، زوجة بن                 |
| مايكل سيرا     | إلتون باراكيس، متمرد يساعد بن          |
| إميليا جونز    | أميليا ويليامز، رهينة مدنية            |
| ويليام ميسي    | رجل يساعد بن أثناء هروبه               |
| ديفيد زياس     | ريتشارد مانويل                         |
| كاتي أوبراين   | لافلين، متسابقة                        |
| دانيال إزرا    | متسابق                                 |
| كارل جلوسمان   | صياد                                   |
| شون هايز       | لم يُعلن عن الدور بعد                   |

## الإنتاج

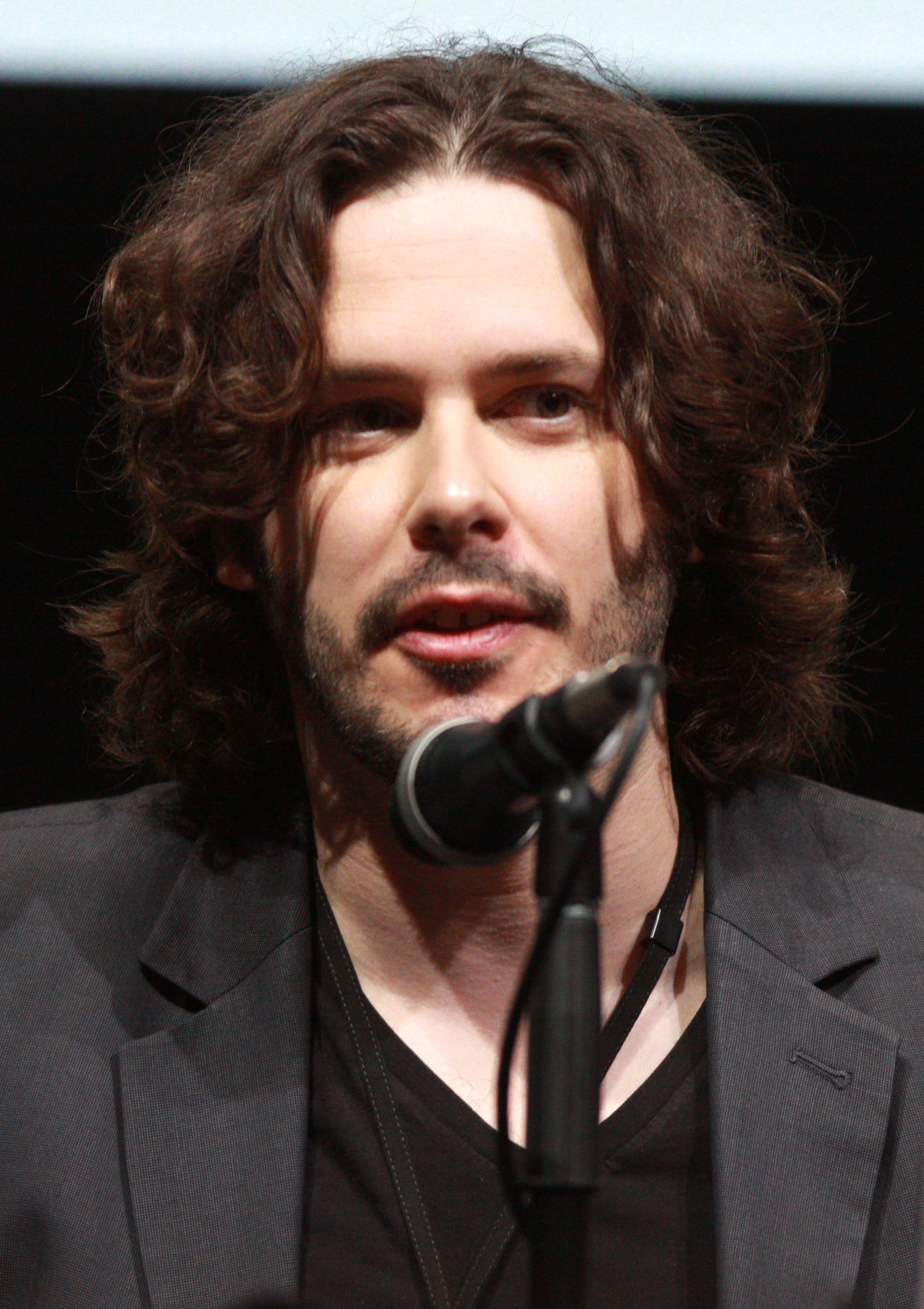
المخرج إدغار رايت

في عام 2017، أعرب إدغار رايت عبر حسابه على تويتر عن رغبته في إعادة إنتاج فيلم الهارب الصادر عام 1987، والذي كان بدوره مقتبسًا من رواية ستيفن كينغ التي نُشرت تحت الاسم المستعار ريتشارد باكمان. وفي فبراير 2021، أعلنت شركة باراماونت بيكتشرز عن تطوير مشروع فيلم جديد يستند إلى الرواية الأصلية. وقد أُسندت مهمة الإخراج إلى إدغار رايت، الذي عمل على تطوير القصة بالتعاون مع مايكل باكال، كاتب السيناريو. وأُشير إلى أن النسخة الجديدة لن تكون إعادة إنتاج للفيلم الأصلي، بل "اقتباسًا أكثر وفاءً" للنص الأدبي.
كما تم الإعلان عن سيمون كينبرج وأودري تشون كمنتجين للفيلم عبر شركتهم جونرا فيلمز، إلى جانب نيرا بارك من شركة كومبليت فكشن البريطانية التابعة لرايت. وفي أبريل 2024، تم اختيار غلين باول لبطولة الفيلم في دور "بن ريتشاردز"، وقد صرّح لاحقًا بأنه تواصل مع أرنولد شوارزنيجر، بطل نسخة 1987، الذي منح المشروع "مباركته الكاملة". وتوالى الإعلان عن باقي طاقم التمثيل في الأشهر اللاحقة.

## التسويق
تم عرض اللقطات الأولى من فيلم الهارب خلال عرض شركة باراماونت بيكتشرز في فعالية سينماكون بتاريخ 3 أبريل 2025. وقد قدّم المقطع كلٌّ من كولمان دومينغو، الذي صعد إلى المنصة برفقة المخرج إدغار رايت والممثلين غلين باول وجوش برولين.
أُطلِق العرض التشويقي الأول للفيلم في 1 يوليو 2025، وتضمّن نسخة ريمكس من أغنية "Underdog" لفرقة Sly and the Family Stone. وفي إطار الترويج للمقطع، تعاون غلين باول مع صانع المحتوى على وسائل التواصل الاجتماعي آشتون هول، حيث ظهر في أحد فيديوهاته الشهيرة عن "روتين الصباح"، والذي اختُتم بمشهد لهول وهو يشاهد العرض التشويقي في صالة سينما خاصة.

## الإصدار
من المقرر أن يُعرض الفيلم في دور السينما بتاريخ 7 نوفمبر 2025.
وكان من المقرر سابقًا طرحه في 21 نوفمبر 2025.

## روابط خارجية
- الموقع الرسمي
- الهارب  في قاعدة بيانات الأفلام على الإنترنت (بالإنجليزية)